# Painkiller
PAINKILLER -HEAVEN'S GOT A HITMAN-は2004年6月11日に発売されたスポーツ系FPSで、開発元はポーランドのPeopleCanFly、発売元はDreamCatcher（日本ではM3エンターテイメント）である。2004年12月1日には拡張パック「Painkiller：Battle Out of Hell」が発売されている。

## 概要
SinglePlayerではDOOMを彷彿とさせる大量の敵を豊富な弾薬で倒していくという近年のFPSの動向とは逆行する爽快感を求めたゲームスタイルをとっている。大量の敵という点でSerious Samシリーズに似ているが、マップの暗さ、弾薬の多さ、演出のグロテスクさと言った点で異なり、プレイ感覚は殆ど違うと言ってよい。マップや敵のデザインが現代風と中世風の２つに分かれているが、これは販売までの経緯によるものである。
PeopleCanFly社が独自に開発したPainエンジンによるグラフィックは2004年のFPSではトップ5に入るであろう。物理エンジンにHavokを採用しているため敵を吹き飛ばした後の挙動などはリアルで、それにより爽快感が増している。

## 販売までの経緯
もともとの原案はペインキラーという魔法兵器を装備するウィッチハンターの主人公が、普通の警察・軍隊では解決できない世界各地で起こる異常事件を解決するというダーク・ファンタジーものだった。
そのため、マップは太古の遺跡から復活したネクロマンサーによって全滅した町、電波実験中に異世界の扉を開いてしまい魔界の怪物がなだれこんだ冬山、悪魔教団の支配する絶海の孤島、第二次大戦中の死亡兵やテロリストのゾンビたちに制圧された米軍基地など、各マップは現代が舞台である。
また、敵キャラクターとして登場するゾンビたちもテロリストや戦時中の兵士、侍や騎士等という、殺人などの罪業で地獄に落ちた亡者などが多い。
しかし、ゲーム部分がほとんど出来上がっていたものの製作途中で資金難から権利を売却することになり、ストーリー部分はほとんど出来上がっていなかったため、買収元のドリームキャッチャー社によってまったく別のストーリーが付与されることになった。
交通事故で妻を失ったダニエル…というストーリーがあるが、これはDreamCatcherが販売権を獲得した後つけたされたもの。
章ごとに挟まれるムービーもこのときに作成されたものである。
このことで、もともとのゲーム進行スタイルの変更を余儀なくされ、マップは統一感がなく、ストーリーとゲームの設定に無理が生じてしまった。
なお、ペインキラースタッフは後に新チームThe Farm 51を立ち上げ、ペインキラーでは果たせなかったウィッチハンターもののストーリーをさらに進めたダークファンタジー「NecroVisioN」を発表している。

## ストーリー
嵐の夜、交通事故により、妻と共に命を失ったダニエル・ガーナー。妻は天国へ召されるも、ダニエルは煉獄で留まれてしまう。そんなダニエルの前に現れた天使サマエルは、妻の元へ行きたければ天界支配をもくろむ魔王ルシファーとその配下たちを倒してほしいと提案する。ダニエルはなぜ自分が天国へ行けず、戦いに選ばれたのかという疑問を抱きつつもサマエルの条件を飲み、単身でルシファーの軍団に戦いを挑むのだった。

## システム

### ゲームの流れ
ゲームは全5チャプターで構成されている。チャプターはそれぞれ幾つかのレベルで構成されており、シークレットレベル等を含め全チャプターで合計24レベル存在する（但し難易度によってレベル数は若干異なり、一つの難易度で全てのレベルはプレイできない）。
殆どのレベルには謎解きや鍵を探すといった要素は一切無く、一定のエリアまで進むと背後の扉が閉まり封鎖され、そのエリア内に次々と出現する敵を全て倒せば次のエリアへの道が開くという流れになっており、ひたすら敵と戦い、道中を進んでいけば良いシンプルなルールになっている。一度クリアしたレベルは何度でもリプレイが可能である。

### BLACK TAROT
各レベルにはそれぞれ設定された条件が存在し、それを満たしてクリアすることでプレイヤーに様々な効果をもたらすBLACK TAROTなるタロットカードを入手することができる。BLACK TAROTにはゲームスタート時から永続的に効果を発揮しているタイプと、効果は一定時間のみでゲーム中いつでも任意に発動させるタイプの二種類が存在する。条件はステータス画面で確認することができる。基本的にレベル毎に様々で、ただそのレベルをクリアすれば良いだけのものから、レベル内の敵を全滅させる、特定の武器のみを使用する、といったものや、全てのシークレット（隠されたアイテム）を発見するといった難解なものも存在する。
タロットカードを23枚集め、難易度をNIGHTMARE（ハード）でゲームをクリアすることでTRAUMA（ベリーハード）でのプレイが可能になる。なお、難易度をDAYDREAM（イージー）に設定している場合、条件は存在せず、カード入手も不可である。

## 登場武器
5種類存在し、各武器にはもう1つのサブウェポンが備わっている。
ペインキラー（PAINKILLER）
初期から装備している武器。弾薬は消費しないが威力はそれなりに高い。回転刃で敵を切り刻んだり、飛ばす事が可能。サブでは弾頭を発射して敵を攻撃したり、レーザーを放つことが可能。
ショットガン（SHOTGUN / FREEZER）
散弾銃。威力は高い。サブでは氷の弾を放ち、殆どの敵を一定時間凍らせることが可能。凍らせた敵はどんな攻撃でも一撃で倒せる。
ステイクガン（STAKEGUN / GRENADE-LAUNCHER）
巨大な杭を発射する。威力は高く、敵を壁に打ち付ける。サブウェポンはグレネードランチャーで、威力の高いグレネードを発射できるが、爆風には注意する必要がある。
ロケットランチャー（ROCKET-LAUNCHER / CHAINGUN）
ロケット弾を発射する。当然威力は高いが、グレネードランチャー同様、爆風には注意する必要がある。サブウェポンはチェーンガンで、強力だが、弾の消費が激しい。
エレクトロドライバー（ELECTRODRIVER）
手裏剣をマシンガンのように発射する。サブでは電撃を放ち、敵を痺れさせる。

## アイテム
ゴールド（GOLD）
金貨。タロットカード使用に必要。様々なオブジェクトを壊したり、倒した敵の死体にペインキラーのサブ攻撃を連射し当て続けると出現する。
ホーリーアイテム（HOLY ITEM）
黄金の聖杯。タロットカード使用に必要。1個に付き100ゴールドに相当するが、シークレットで隠されていることが多い。
ソウル（SOUL）
体力を上昇させるアイテムで、敵を倒すと出現する。2種類存在し、緑色のものは取ると1ポイント、赤色のものは6ポイント体力を上げる。66個集めるとDEMON MORPH MODEに突入し、20秒間無敵になり、高速で移動できる他、敵を一撃で倒すことが可能になる。但しその間は画面が白くなり背景が歪んだようになる（敵のみ赤色で表示される）。なお最高難易度であるTRAUMAでは出現しない。
ヘルス（HEALTH）
光の玉。取ると25ポイント体力を回復する。赤と緑の色が付いたものは100ポイント回復する。
パワーアップ（WEAPON MODIFIER）
浮遊する頭蓋骨のようなアイテム。取ると一定時間攻撃力がアップする。登場数は少ない。

## 主な敵キャラクター
ゾンビ・ウォリアー（ZOMBIE WARRIOR）
アンデッドの騎士。墓や地中から出現する。剣やモーニングスターで攻撃してくる。
ゾンビ・ウォーロード（ZOMBIE WARLORD）
上位騎士のアンデッド。動きは素早く、盾で殴ってきたり、ゾンビウォリアーの首を刎ね、突進させたりする。
エビル・モンク（EVIL MONK）
邪悪な修道士。斧を武器とするタイプと、松明を持ち爆弾を投げつけてくるタイプが存在する。
デビル・モンク（DEVIL MONK）
髑髏のような頭を持つ悪魔の修道士。プレイヤーの動きをスローダウンさせたり、毒ガスを放つハルバードで攻撃してくる。
サイコヌン（PSYCHONUN）
大鎌を持つ尼僧のモンスター。プレイヤーを一定時間攻撃不能にする魔法を放つ強化タイプも存在する。
ダーク・ニンジャ（DARK NINJA）
アンデッドの忍者。日本語のような奇妙な言葉を喋る。吹き矢を持つタイプと、刀や手裏剣で攻撃してくるタイプが存在する。
エビル・サムライ（EVIL SAMURAI）
アンデッドの侍。二刀流で刀を操り、火炎弾を放つタイプと、両端に氷の刃が付いた薙刀を使い、氷弾を放つタイプが存在する。死に間際に切腹し自爆することもある。
サド・コマンドー（SADO COMMANDO）
レザーマスクにボールギャグを着け、アーマー、マシンピストルを装備した戦闘員。グレネードを投げつけてくることもある。マシンピストルを二丁拳銃で操る強化タイプも存在する。
マゾ・コマンドー（MASO COMMANDO）
レザースーツを身にまとった戦闘員。グレネードランチャーと火炎放射器が1つになった武器を使う。スケルトン・ソルジャーに炎を浴びせ、素早さをアップさせたりもする。
スケルトン・ソルジャー（SKELETON SOLDIER）
ガスマスクを着けたアンデッドの兵士。雄叫びを上げながら銃剣を構えて突撃してくる。ガス弾を投げつけてくることもある。砲台を操作しているものもいる。
ヘル・バイカー（HELL BIKER）
暴走族のアンデッド。トミーガン、チェーンガンによる攻撃や、突進し頭突きを喰らわせてくる。
ヘル・エンジェル（HELL ANGEL）
鉄仮面のような頭部を持つパンク風の戦士。ヘル・バイカーと共に登場することが多い。スタンロッドや釘バット、火炎瓶やロケットランチャーなど多彩な武器を使う。
スカル（SKULL）
髑髏の頭を持つ長身の戦士。トゲ付きのプロテクターや革ジャンを着用し、ショットガンで攻撃してくる。ヘル・バイカーを掴んで盾にする事もある。
ゾンビ（ZOMBIE）
十字が描かれたぼろ布をまとっており、鎌や松明、肉片を投げてくる。
ボーンズ（BONES）
小柄な骸骨。素早い動きで接近し噛み付いてくる。また、ソウルを吸収する能力を持ち、離れて戦わないと集めたソウルを吸い取られてしまう。
ビースト（BEAST）
鎧を着た犬のような魔獣。飛び掛ってきたり、炎をまとい回転しながら体当たりしてくる。
テンペラー・ナイト（TEMPLAR KNIGHT）
十字軍の騎士（テンプル騎士団）のアンデッド。巨大な盾を持ち、クロスボウで攻撃してくる。
エクゼキューショナー（EXECUTIONER）
死刑執行人のモンスター。巨体で、両手の巨大な斧で攻撃してくる。プレイヤーを引き寄せる飛び道具を放つ強化タイプも存在する。
ネクロジャイアント（NECROGIANT）
チャプター1ボス。アンデッドの巨人。非常に巨大で、腕を振るい攻撃してくる。
スワンプ・シング（SWAMP THING）
チャプター2ボス。液状のボディを持つ化け物。沼地を伝い腕を伸ばして叩きつけてきたり、エネルギー弾を投げつけて攻撃してくる。
ガーディアン（GUARDIAN）
チャプター3ボス。巨大なウォーハンマーが武器の魔神。

## 移植
Painkiller Hell Wars
2006年にXboxで発売（日本国内では未発売）。この作品は拡張パック「Painkiller：Battle Out of Hell」の要素を若干加えているものの、オリジナル版にはあった幾つかのマップやモンスターなどが削られてしまっている等、完全移植には至っていない。また、武器の性能が一部異なる、一部のレベルのタロットカード獲得条件がオリジナル版よりも易しくなっている等、変更点もある。

## 関連作品
Painkiller Overdose
2007年発売。Mindware Studiosが制作したMod「Code Name: Over Dose」をDreamCatcherとJoWooDが資金面および人的資源面で援助する形で製品化した作品である。日本ではズーからダウンロードのみで販売されている。
ストーリーは天使と悪魔の間に生まれた存在である主人公ベリアルの復讐の戦いを描く。
Painkiller Resurrection
2009年発売。Homegrown Games開発。
Painkiller Redemption
2011年発売。Eggtooth Team開発。Overdose同様、元はModとして製作されていたものを、JoWood Entertainmentが製品化した。ダウンロードのみの販売。
第1作の主人公ダニエルと「Overdose」の主人公ベリアルの2人から選択することができる。
Painkiller Recurring Evil
2012年発売。Med-Art開発、Nordic Gamesより発売された。
Painkiller Hell & Damnation
2012年発売。オリジナル版のリメイク作品（但しストーリーはBattle Out of Hellからの続編）。The Farm 51開発、Nordic Gamesより発売された。日本ではインターグローよりXbox 360、PlayStation 3版が2013年9月26日に発売されている。

## 反響
4Gamer.netの三須隆弘によると、E3 2003にてデモが公開された時点で大きな反響を呼んだとされている。

## 評価
4Gamer.netの三須隆弘は、Havok2.0という物理エンジンがもたらすリアルな物理計算や最新グラフィックス技術を多用したグロテスクな描写を評価し、「現在世界最先端のホラー＆スプラッタアクション」と呼んだ。
また、三須は他作品と比較する中で、ゲーム性は『Serious Sam』寄り、ダークな雰囲気やマルチプレイモードのゲームバランスについては初代『DOOM』や『QUAKE』に近いと述べている。
その一方で、三須はマルチプレイモードに搭載されているネットエンジンの性能について「[前略]PING100～200前後だとラグがひどくゴムひもに引っ張られているようで，快適というにはほど遠い感じ。」と指摘している。